# 1011

## Nașteri
- Regele Henric I al Franței (Henri I), (d. 1060)

## Decese
- 9 februarie: Bernard I de Saxonia  (n. 950)
- 15 decembrie: Conrad I de Carintia  (n. ?)
- dată necunoscută: Albert I de Namur  (n. ?)
- dată necunoscută: Bonifaciu de Bologna  (n. ?)